# 嘎玛仁青
嘎玛仁青（1955年—），西藏措勤人，藏族，中华人民共和国政治人物、第十一届全国人民代表大会西藏地区代表。
毕业于内蒙古农牧学院畜牧系畜牧专业，是中共党员。担任西藏自治区那曲地区行署副专员。2008年起担任全国人大代表。